# Драчи
Драчи (укр. Драчі) — село в Староконстантиновском районе Хмельницкой области Украины.
Население по переписи 2001 года составляло 405 человек. Почтовый индекс — 31111. Телефонный код — 3854. Занимает площадь 1,176 км². Код КОАТУУ — 6824286704.

## Местный совет
31110, Хмельницкая обл., Староконстантиновский р-н, с. Пеньки